# Es war einmal
Es war einmal er en opera af Alexander von Zemlinsky til en libretto af Maximilian Singer. Operaen havde premiere i Wien den 22. januar 1900.